# Auriac (Aude)
Auriac – miejscowość i gmina we Francji, w regionie Oksytania, w departamencie Aude. Przez miejscowość przepływa rzeka Orbieu. W 2013 roku jej populacja wynosiła 36 mieszkańców. 

## Zabytki
Zabytki w Auriac posiadające status Monument historique:
- Zamek w Auriac
- Kaplica Saint-André

## Przyroda
Na terenie gminy występują gatunki węgorz europejski (Anguilla anguilla), traszka pirenejska (Calotriton asper) i Pieris ergane, które znajdują się we Francuskiej Czerwonej księdze gatunków zagrożonych. Ponadto rosną tutaj także jodła hiszpańska (Abies pinsapo), cedr atlaski (Cedrus atlantica), karczownik zachodni (Arvicola sapidus) oraz wychuchol pirenejski (Galemys pyrenaicus), które zostały wpisane do Międzynarodowej Czerwonej księgi gatunków zagrożonych. 